# 本格斯托夫
本格斯托夫（德語：Bengerstorf）是德国梅克伦堡-前波美拉尼亚州的市镇，隶属于路德维希斯卢斯特-帕尔希姆县，总面积为32.78平方千米，截至2020年总人口为547人。